# Kokervisus
Kokervisus of kokerzien is een vernauwing van het deel van het gezichtsveld waarbinnen scherpe waarneming mogelijk is. Dit leidt tot een beperking van het gezichtsveld tot een rond, koker-achtig gebied.

## Medisch
Kokervisus kan ontstaan door een aantal verschillende redenen. Deze zijn:
- Overmatig alcoholgebruik.[2] Daarnaast kan het zicht ook nog eens verminderen of kan men dubbel gaan zien door het verslappen van de oogspieren. Dit leidt ertoe dat men de blik niet meer exact op een bepaald object kan richten.
- Retinitis pigmentosa, een oogziekte.
- Glaucoom, een oogziekte.
- Gebruik van bepaalde hallucinogene drugs.
- Extreme angst of onrust, meestal tijdens een paniekaanval.
- Tijdens een intens fysiek gevecht.
- Het te lang onder water blijven bij het duiken. Kokervisus is dan een (bij)verschijnsel van de beruchte caissonziekte.
- Hoogteziekte of andere oorzaken van hypoxie
- Langdurige blootstelling aan lucht die is vervuild met verwarmde hydraulische vloeistoffen en olie, hetgeen soms ook in de burgerluchtvaart kan voorkomen.
- Langdurige (1 seconde of langer) extreme acceleratie. Dit komt bijvoorbeeld voor bij straaljagerpiloten die extreem hoge g-krachten te verduren krijgen. In dergelijke gevallen zijn kokervisus en het vervagen van het zicht (ook wel "brownout") de voorboden van zogenaamde "g-force induced Loss Of Consciousness": het verlies van het bewustzijn door blootstelling aan hoge g-krachten.
- Andere vormen van bloedtekort in de hersenen.
- Het in de verdrukking geraken van de oogzenuw door groei van de hypofyse, bijvoorbeeld door een tumor.
- Ernstige vormen van cataract, waardoor het grootste deel van het gezichtsveld kan verdwijnen.

Bij de politie komt men het begrip tegen bij achtervolgingen van bijvoorbeeld auto's. Politiemensen dienen erop te worden getraind om zich niet enkel op de te achtervolgen auto te richten, maar ook nog op de rest van het verkeer. Zonder gedegen opleiding is de neiging vaak erg groot het overige verkeer uit het oog te verliezen, hetgeen tot gevaarlijke situaties zou kunnen leiden.

## Voetnoten
1. ↑  medterms.com. Gearchiveerd op 4 augustus 2012. Geraadpleegd op 12 februari 2007.
2. ↑  Effects of Alcohol on Vision